# Reinhold Roth
Reinhold Roth (Amtzell, 4 marzo 1953 – Wangen im Allgäu, 15 ottobre 2021) è stato un pilota motociclistico tedesco ritiratosi dalle competizioni nel 1990 in seguito ad un grave incidente occorso a Rijeka (ex Jugoslavia) e che lo ha costretto da allora in uno stato vegetativo.

## Carriera
Dopo aver collezionato alcune sporadiche apparizioni nel Motomondiale 1979 - classe 350 e nel 1980, nel 1982 si laurea campione europeo della categoria 250cc.
Intraprende quindi la strada del motomondiale a tempo pieno dedicandosi alla "quarto di litro", categoria nella quale ottiene prestazioni in costante crescita, fino ad arrivare a conquistare tre vittorie ed il secondo posto iridato nel 1987 dietro a Anton Mang e nel 1989 alle spalle di Sito Pons.
Nel corso del gran premio di Jugoslavia del 1990, rimane vittima di un grave incidente: a tre giri dal termine Roth si trova nel gruppo di testa e si appresta a doppiare Darren Milner, ammesso in griglia in extremis il giorno prima a causa del forfait di Wilco Zeelenberg.
L'operazione di doppiaggio si svolge senza problemi per quasi tutto il gruppo di testa, mentre Roth urta in pieno Milner e rimane esanime a terra.
Le condizioni del pilota sono disperate, ma dopo due mesi esce dallo stato di coma, rimanendo tuttavia emiplegico per il resto della vita.
È deceduto il 15 ottobre 2021.

## Risultati nel motomondiale

### Classe 250
| 1979 | Classe | Moto   |   |    |   |    |    |    |     |   |   |   |   |   |   |  |  | Punti | Pos. |
| ---- | ------ | ------ | - | -- | - | -- | -- | -- | --- | - | - | - | - | - | - |  |  | ----- | ---- |
| 1979 | 250    | Yamaha | - | NE | - | NQ | 19 | 17 | Rit | - | - | - | - | - | - |  |  | 0     |      |

| 1980 | Classe | Moto   |   |    |   |   |   |   |   |   |   |   |  |  |  |  |  | Punti | Pos. |
| ---- | ------ | ------ | - | -- | - | - | - | - | - | - | - | - |  |  |  |  |  | ----- | ---- |
| 1980 | 250    | Yamaha | 8 | 10 | - | - | - | - | - | - | - | - |  |  |  |  |  | 4     | 27º  |

| 1982 | Classe | Moto   |    |    |   |   |   |   |   |   |   |   |   |   |   |   |  | Punti | Pos. |
| ---- | ------ | ------ | -- | -- | - | - | - | - | - | - | - | - | - | - | - | - |  | ----- | ---- |
| 1982 | 250    | Yamaha | NE | NE | - | - | - | - | - | - | - | - | - | - | 7 | - |  | 4     | 26º  |

| 1983 | Classe | Moto   |   |    |    |   |    |   |   |   |   |   |    |    |  |  |  | Punti | Pos. |
| ---- | ------ | ------ | - | -- | -- | - | -- | - | - | - | - | - | -- | -- |  |  |  | ----- | ---- |
| 1983 | 250    | Yamaha | - | 18 | 11 | 5 | 15 | 8 | - | - | - | 6 | 16 | NE |  |  |  | 14    | 17º  |

| 1985 | Classe | Moto          |   |   |   |   |    |   |   |   |   |   |   |    |  |  |  | Punti | Pos. |
| ---- | ------ | ------------- | - | - | - | - | -- | - | - | - | - | - | - | -- |  |  |  | ----- | ---- |
| 1985 | 250    | Juchem-Yamaha | - | 5 | - | 8 | NP | 7 | 8 | - | - | 2 | - | 10 |  |  |  | 29    | 9º   |

| 1986 | Classe | Moto  |    |    |     |    |    |    |    |    |   |     |    |    |  |  |  | Punti | Pos. |
| ---- | ------ | ----- | -- | -- | --- | -- | -- | -- | -- | -- | - | --- | -- | -- |  |  |  | ----- | ---- |
| 1986 | 250    | Honda | 13 | 15 | Rit | 11 | 10 | 10 | 16 | 15 | 4 | Rit | 14 | NE |  |  |  | 10    | 16º  |

| 1987 | Classe | Moto  |   |   |   |   |   |   |   |   |   |    |    |   |   |   |   | Punti | Pos. |
| ---- | ------ | ----- | - | - | - | - | - | - | - | - | - | -- | -- | - | - | - | - | ----- | ---- |
| 1987 | 250    | Honda | 3 | 8 | 3 | 2 | 3 | 3 | 2 | 1 | 5 | 11 | 10 | 9 | 7 | 4 | 6 | 108   | 2º   |

| 1988 | Classe | Moto  |  |   |   |   |   |   |   |   |   |   |   |   |   |   |   | Punti | Pos. |
| ---- | ------ | ----- |  | - | - | - | - | - | - | - | - | - | - | - | - | - | - | ----- | ---- |
| 1988 | 250    | Honda |  | 9 | 6 | 6 | 6 | 5 | 2 | 7 | 4 | 4 | 5 | 5 | 4 | 6 | 4 | 158   | 5º   |

| 1989 | Classe | Moto  |     |   |   |   |   |   |   |   |   |   |   |   |   |   |   | Punti | Pos. |
| ---- | ------ | ----- | --- | - | - | - | - | - | - | - | - | - | - | - | - | - | - | ----- | ---- |
| 1989 | 250    | Honda | Rit | 5 | 8 | 6 | 5 | 2 | 7 | 2 | 1 | 4 | 6 | 2 | 2 | 1 | 6 | 190   | 2º   |

| 1990 | Classe | Moto  |     |   |    |   |   |   |   |  |  |  |  |  |  |  |  | Punti | Pos. |
| ---- | ------ | ----- | --- | - | -- | - | - | - | - |  |  |  |  |  |  |  |  | ----- | ---- |
| 1990 | 250    | Honda | Rit | 4 | NP | 7 | 7 | 5 | 6 |  |  |  |  |  |  |  |  | 52    | 14º  |

| Legenda | 1º posto        | 2º posto            | 3º posto            | A punti      | Senza punti        | Grassetto – Pole position Corsivo – Giro più veloce |
| Legenda | Gara non valida | Non qual./Non part. | Ritirato/Non class. | Squalificato | '-' Dato non disp. | Grassetto – Pole position Corsivo – Giro più veloce |

### Classe 350
| 1979 | Classe | Moto   |   |     |   |   |    |    |   |    |    |   |   |  |  |  |  | Punti | Pos. |
| ---- | ------ | ------ | - | --- | - | - | -- | -- | - | -- | -- | - | - |  |  |  |  | ----- | ---- |
| 1979 | 350    | Yamaha | - | Rit | - | 8 | 14 | 11 | - | NE | NE | - | - |  |  |  |  | 3     | 28º  |

| Legenda | 1º posto        | 2º posto            | 3º posto            | A punti      | Senza punti        | Grassetto – Pole position Corsivo – Giro più veloce |
| Legenda | Gara non valida | Non qual./Non part. | Ritirato/Non class. | Squalificato | '-' Dato non disp. | Grassetto – Pole position Corsivo – Giro più veloce |

### Classe 500
| 1982 | Classe | Moto   |  |    |  |  |     |    |  |    |  |  |    |    |    |  |  | Punti | Pos. |
| ---- | ------ | ------ |  | -- |  |  | --- | -- |  | -- |  |  | -- | -- | -- |  |  | ----- | ---- |
| 1982 | 500    | Suzuki |  | 15 |  |  | Rit | 20 |  | 13 |  |  | NE | NE | 18 |  |  | 0     |      |

| 1984 | Classe | Moto  |    |   |   |   |     |   |    |   |     |    |     |     |  |  |  | Punti | Pos. |
| ---- | ------ | ----- | -- | - | - | - | --- | - | -- | - | --- | -- | --- | --- |  |  |  | ----- | ---- |
| 1984 | 500    | Honda | 11 | 9 | 8 | 7 | Rit | 8 | 12 | 9 | Rit | 12 | Rit | Rit |  |  |  | 14    | 13º  |

| Legenda | 1º posto        | 2º posto            | 3º posto            | A punti      | Senza punti        | Grassetto – Pole position Corsivo – Giro più veloce |
| Legenda | Gara non valida | Non qual./Non part. | Ritirato/Non class. | Squalificato | '-' Dato non disp. | Grassetto – Pole position Corsivo – Giro più veloce |